# Andreas Matthiæ
Andreas Matthiæ (även Roslagius), född 1592 i Tuna socken, död 8 april 1660 i Björkebergs socken, var en svensk präst.

## Biografi
Andreas Matthiæ föddes 1592 i Tuna socken. Han blev 2 september 1614 student vid Uppsala universitet och prästvigdes 1616. Matthiæ blev 1618 krigspräst och 1634 kyrkoherde i Björkebergs församling. Han avled 8 april 1660 i Björkebergs socken och begravdes 5 juni av biskopen Samuel Enander.

### Familj
Matthiæ gifte sig med Elisabeth Persdotter. Hon var dotter till kyrkoherden Petrus Magni och Karin i Fornåsa socken. De fick tillsammans barnen Brita (född 1636), Daniel (1639–1641), Johannes (död 1642), Maria, som var gift med kyrkoherden i Kullerstads församling Petrus Corylander, Sara och Salomon Björckling. Efter Matthiæs död gifte Elisabeth Persdotter om sig med kyrkoherden Jonas Rydelius i Björkebergs socken.